# Escut de Tavèrnoles

Escut oficial de Tavèrnoles

L'escut oficial de Tavèrnoles té el següent blasonament:
Escut caironat: de sable, 2 faixes d'argent; ressaltant sobre el tot una rella d'or. Per timbre, una corona mural de poble.

## Història
Va ser aprovat el 5 de juliol de 1994 i publicat al DOGC el 20 de juliol del mateix any amb el número 1923.
La rella és l'atribut de sant Isidre, patró de la pagesia; el dia del sant (15 de maig) la localitat celebra la segona festa major (la primera és el 3 d'agost, per Sant Esteve, patró del poble). Aquest emblema tradicional de l'escut de Tavèrnoles també al·ludeix a l'agricultura com a principal font de l'economia del poble. Les faixes d'argent sobre camper de sable són les armes dels barons de Savassona, senyors de Tavèrnoles.